# Coenonympha mesopotamica
Coenonympha mesopotamica är en fjärilsart som beskrevs av Otto Staudinger. Coenonympha mesopotamica ingår i släktet Coenonympha och familjen praktfjärilar. Inga underarter finns listade i Catalogue of Life.